# الحنش (إسبانيا)
بَلَدِيَّةُ الحَنَشِ (بالإسبانية: Alange، تنطق أَلاَنْشِ)‏، هي إحدى بلديات مقاطعة بطليوس، التي تقع في منطقة إكستريمادورا، والتي تقع في غرب إسبانيا.
يبلغ عدد سكانها 2.038 نسمة وفقاً لإحصائية سنة (2002).